# Lissocarpaceae
Famille
Classification APG III (2009)
Les Lissocarpaceae (Lissocarpacées en français) sont une famille de plantes à fleurs dicotylédones.

## Étymologie
Le nom vient du genre type Lissocarpa,  dérivé du grec λισσός / lissos, « lisse, uni », et καρπός / carpos, fruit, littéralement « fruit lisse ».

## Classification
En classification classique de Cronquist (1981), cette famille est proche des Ebenaceae. Elle ne comprend que quelques espèces appartenant au genre Lissocarpa. Ce sont des petits arbres originaires des zones tropicales d'Amérique du Sud.
La classification phylogénétique APG (1998) place cette famille dans le groupe des familles de position incertaine.
La classification phylogénétique APG II (2003) incorpore ces plantes à la famille des Ebenaceae.